# Elena Monte
Elena Monte, és investigadora del CSIC, al Centre de Recerca en Agrigenòmica (CRAG), situat al Campus de la UAB, a Bellaterra (Barcelona).
A l'abril de 2016, es feia públic un nou estudi del CRAG, liderat per Elena Monte, on es descobria com les plantes saben quan han de créixer.
Des del 2021 és membre de la junta de govern de la Societat Americana de Biòlegs Vegetals.